# Istanbuls tunnelbana

Karta över Istanbuls metro

Istanbuls tunnelbana (turkiska: İstanbul metrosu) fick en blygsam start redan år 1875 då lilla Tünel öppnades. Den är fortfarande i drift som ett eget tunnelbanesystem. Tünel är världens näst äldsta och minsta tunnelbana.
125 år senare, år 2000, öppnades Istanbuls moderna tunnelbana, Metro Istanbul. Den först öppnade delsträckan gick mellan Taksim-torget och stadsdelen 4. Levent. Den förlängdes 2009, dels söderut från Taksim till Şişhane, och även norrut från 4. Levent till Atatürk Oto Sanayi. En ytterligare förlängning norrut till Hacıosman, med en förgrening till Seyrantepe, öppnades 2010. Den sista förlängningen söderut, från Şişhane till Yenikapı, öppnades i februari 2014, och den sträckan går delvis ovan jord på en bro över Gyllene hornet.
Taksim-torget ligger i Istanbuls moderna kontorscentrum, och en museispårvagn går från Taksim till Şişhane (alldeles bredvid Sveriges generalkonsulat), med anslutning både till lilla Tünel och till tunnelbanestationen Şişhane.
Utöver Metro Istanbul finns ett system som kallas Hafif Metro Istanbul, dvs Lätt Metro. Systemet går med kortare tåg men följer principerna för tunnelbanor, bland annat med frånvaro av vägkorsningar i samma plan. Dessutom ligger de fem mest centrala stationerna under jord. Detta system öppnades 1989 och förlängdes 2002 till Atatürk-flygplatsen som då var stadens huvudflygplats. Banan utgick från Aksaray, dit man kan åka spårvagn från gamla staden och från båtterminalen för Bosporen-båtar. I november 2014 förlängdes banan söderut till Yenikapı, med anslutning till "stora" metron och till Marmaray.
Det finns även en metro på den asiatiska sidan, och ytterligare en metro planeras där. Se kartan.
En riktig järnväg med pendeltåg och andra tåg i tunnel under Bosporen, Marmaray, öppnades i oktober 2013 på den turkiska republikens 90-årsdag. Även Marmaray har en station vid Yenikapı, med anslutning till metron och den "lätta metron". Yenikapı är en stor omstigningsstation mellan de tre olika spårbundna systemen. Tidigare var båt det vanligaste sättet att resa över Bosporen i centrala Istanbul. Det finns även två vägbroar över Bosporen i Istanbuls nordliga förorter, och en tredje bro planeras ännu längre norrut.

## M1
M1A & M1B
- Yenikapı: (M2) (Marmaray) (İDO)
- Aksaray: (T1)
- Emniyet - Fatih
- Topkapı - Ulubatlı: (T4)
- Bayrampaşa - Maltepe
- Sağmalcılar
- Kocatepe
- Otogar / Coach Station

M1A:
- Terazidere
- Davutpaşa - YTÜ
- Merter: (Metrobüs)
- Zeytinburnu: (T1) (Metrobüs)
- Bakırköy - İncirli
- Bahçelievler: (Metrobüs)
- Ataköy - Şirinevler: (Metrobüs)
- Yenibosna
- DTM - İstanbul Fuar Merkezi / Expo Center
- Atatürk Havalimanı / Airport

M1B:
- Esenler
- Menderes
- Üçyüzlü
- Bağcılar Meydan: (T1)
- Kirazlı: (M3)

## M2
- Hacıosman
- Darüşşafaka
- Atatürk Oto Sanayi
- İTÜ - Ayazağa
- Sanayi Mahallesi,
- 4.Levent
- Levent: (M6)
- Gayrettepe: (Metrobüs)
- Şişli - Mecidiyeköy: (M7) (Metrobüs)
- Osmanbey
- Taksim: (F1) (T2)
- Şişhane: (F2) (T2)
- Haliç / Golden Horn
- Vezneciler: (T1)
- Yenikapı: (İDO) (M1A) (M1B) (Marmaray)

Sanayi Mahallesi:
- Seyrantepe

## M3
- MetroKent / Başakşehir
- Başak Konutları
- Siteler
- Turgut Özal
- İkitelli Sanayi,
- İstoç
- Mahmutbey: (M7)
- Yeni Mahalle
- Kirazlı: (M1B)

İkitelli Sanayi:
- Ziya Gökalp Mahallesi
- Olimpiyat

## M4
- Kadıköy: (T3) (İDO)
- Ayrılık Çeşmesi: (Marmaray)
- Acıbadem
- Ünalan: (Metrobüs)
- Göztepe
- Yenisahra
- Kozyatağı
- Bostancı
- Küçükyalı
- Maltepe
- Huzurevi
- Gülsuyu
- Esenkent
- Hastane - Adliye
- Soğanlık
- Kartal
- Yakacık - Adnan Kahveci
- Pendik
- Tavşantepe
- Fevzi Çakmak
- Yayalar
- Kurtköy
- Sabiha Gökçen Airport

## M5
- Üsküdar: (Marmaray)
- Fıstıkağacı
- Bağlarbaşı
- Altunizade: (Metrobüs)
- Kısıklı
- Bulgurlu
- Ümraniye
- Çarşı
- Yamanevler
- Çakmak
- Ihlamurkuyu
- Altınşehir
- İmam Hatip
- Dudullu
- Necip Fazıl
- Çekmeköy

## M6
- Levent: (M2)
- Nispetiye
- Etiler
- Boğaziçi Üniversitesi

## M7
- Mecidiyeköy: (M2) (Metrobüs)
- Çağlayan
- Kâğıthane
- Nurtepe
- Alibeyköy
- Yeşilpınar
- Veysel Karani
- Akşemsettin
- Kâzım Karabekir
- Yenimahalle
- Karadeniz Mahallesi: (T4)
- Tekstilkent
- Yüzyıl
- Göztepe
- Mahmutbey: (M3)

## M11 (Airport metro)

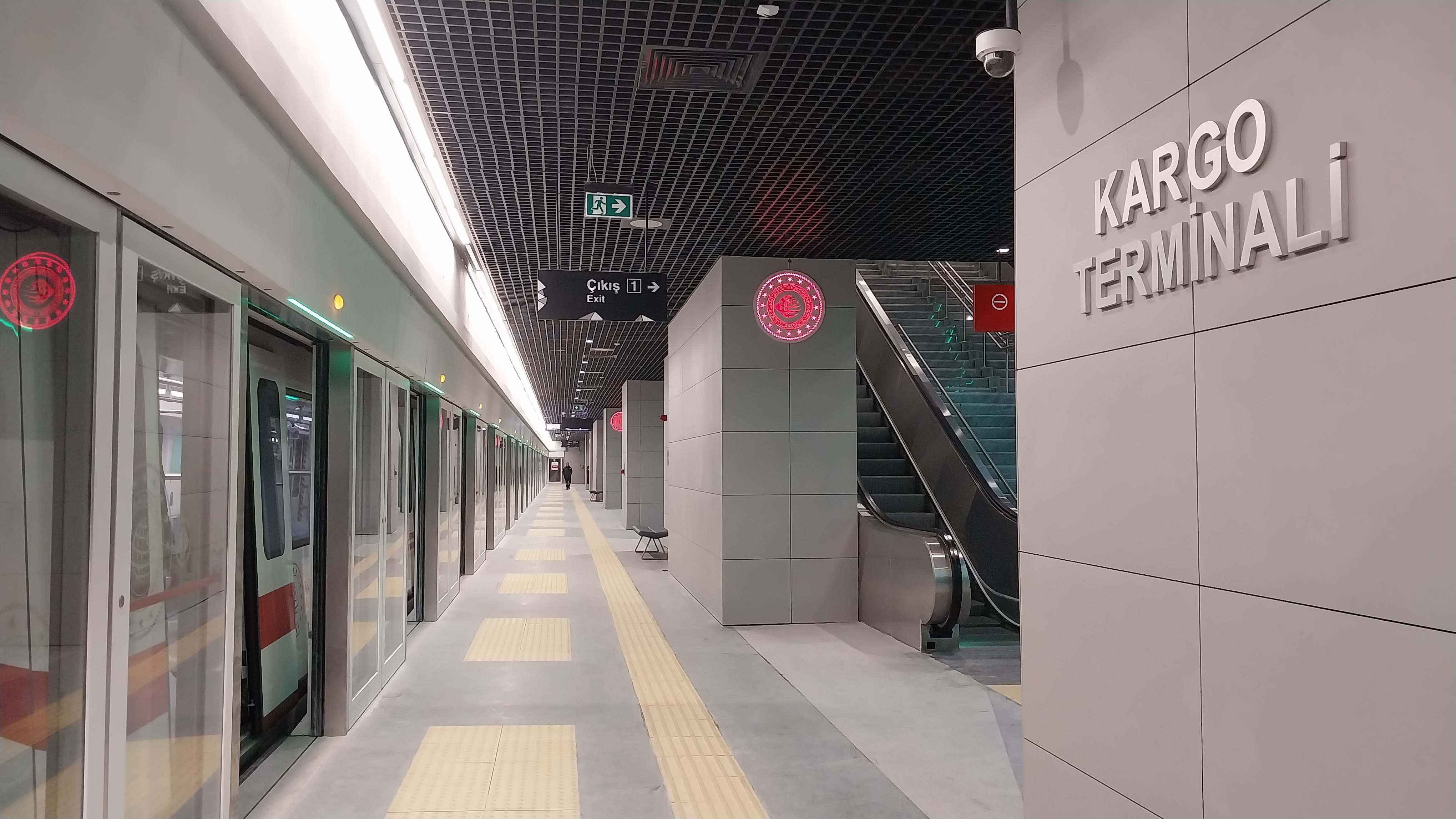
Stationen Kargo Terminali, nuvarande slutstation.

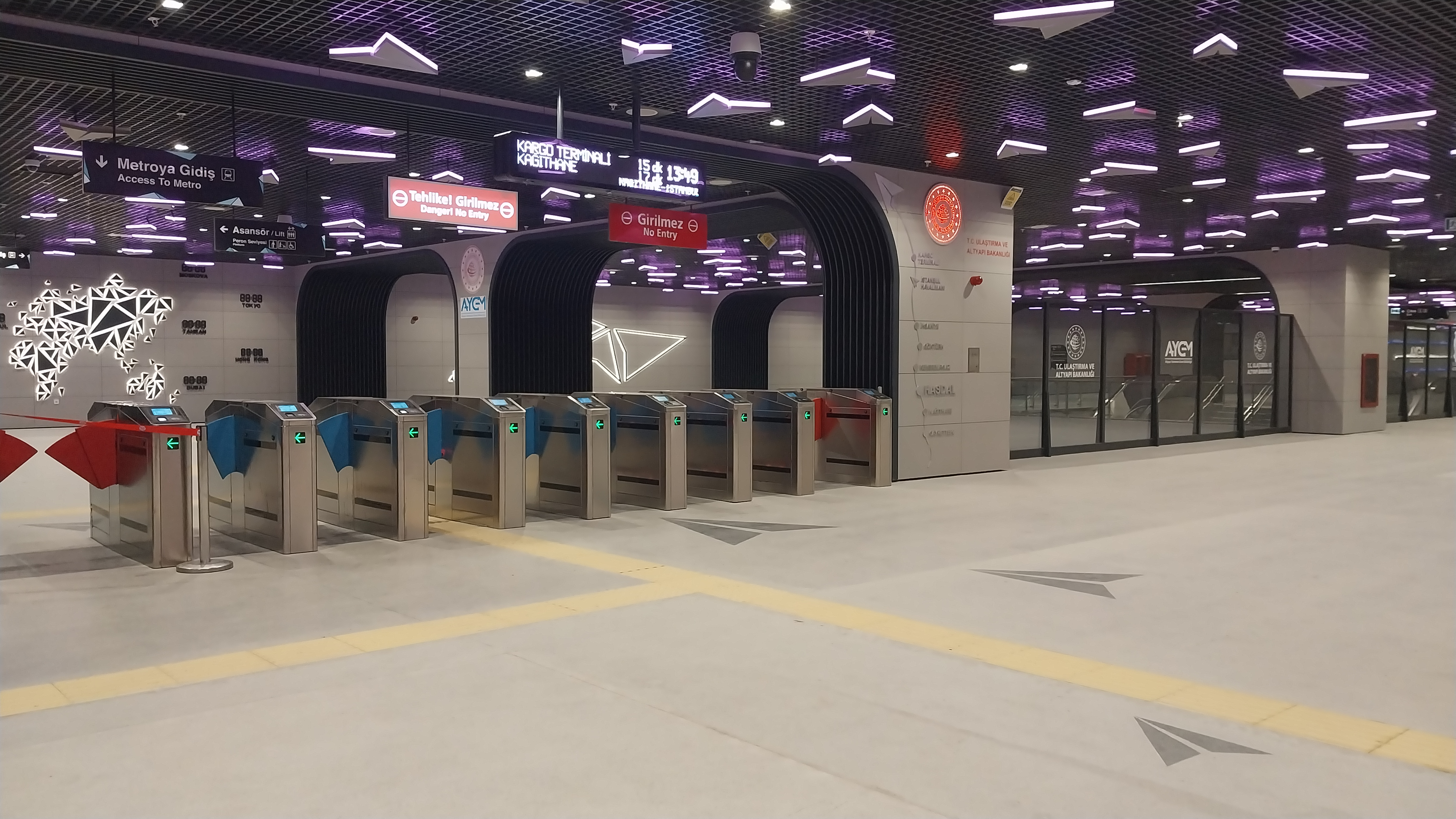
Spärrlinjen vid stationen Hasdal.

I början av 2023 öppnades första delen av en ny tunnebanegren till Istanbuls flygplats, öppnad 2019. Under arbetet användes tio tunnelborrmaskiner (TBM) samtidigt. Jämfört med de äldre tunnelbanelinjerna har denna betydligt längre stationsavstånd och högsta hastighet är 120 km/h. Restiden är 24 minuter.
Stationer
- Kargo Terminali
- Istanbul Airport
- (framtida station)
- Insaniye
- Göktürk
- Kemerburgaz
- Hasdal
- Kagithane (M7)
- Gayrettepe, öppnas senare (M2, Metrobüs)

Avståndet mellan tunnelbanestationen och flygplatsens terminalingång är 300 meter. Arbete pågår på en gren från flygplatsen till tunnelbanor och pendeltågslinjen Marmaray i västra delen av Istanbul.

## Bilder

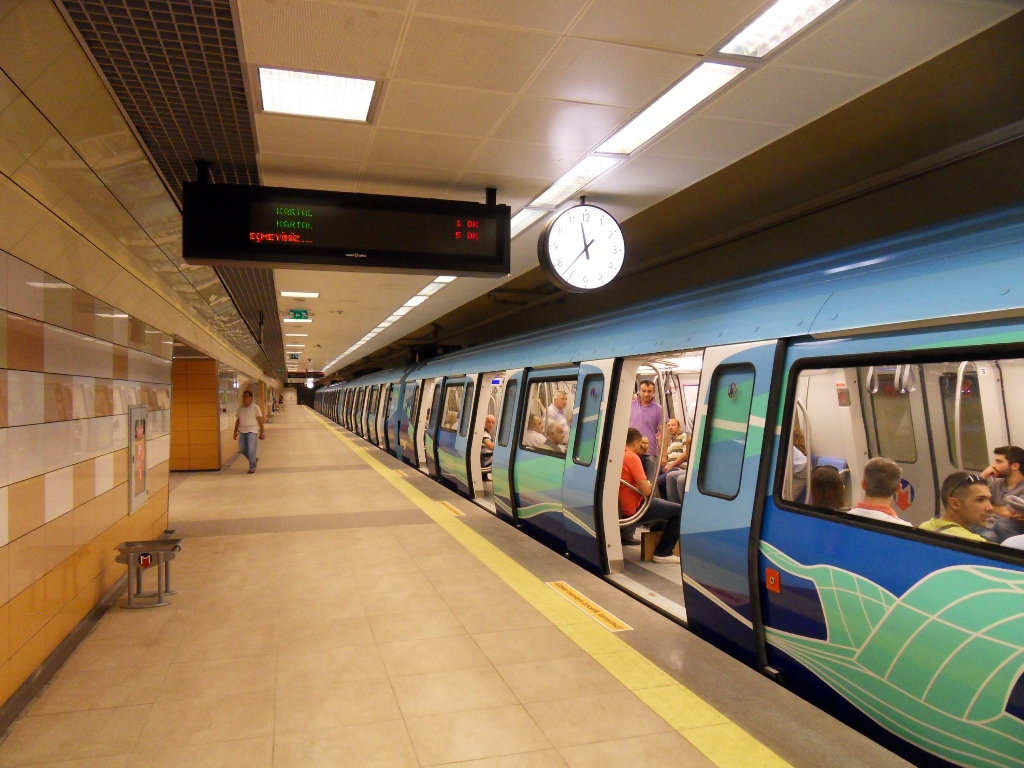
Yenisahrastationen.
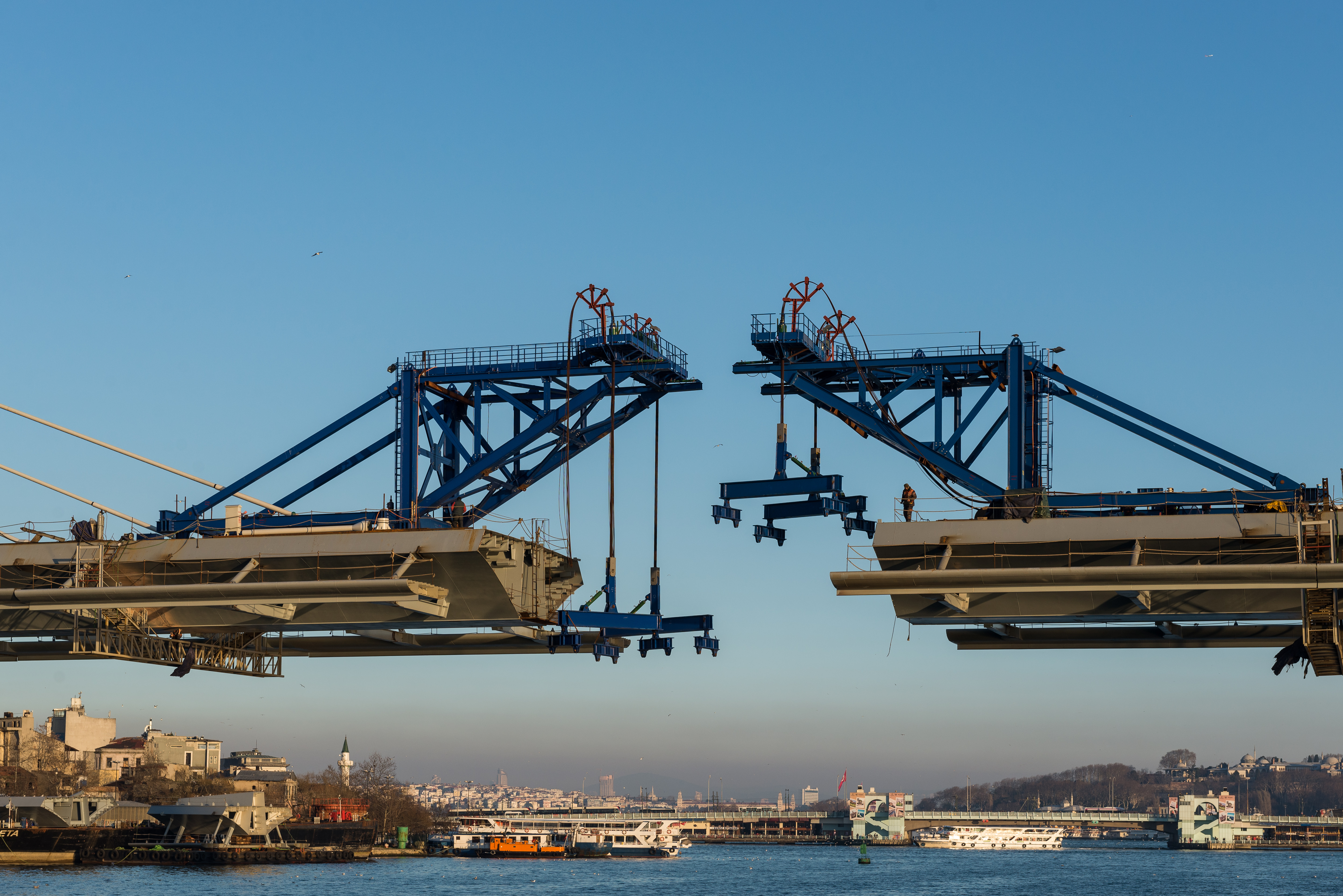
Konstruktion av tunnelbanans nya bro över Gyllene hornet.
Karta över Istanbuls metro, pendeltåg och spårväg.